# Vitórias e Património TV
Vitórias & Património foi uma série documental transmitida pela Benfica TV que ao longo de 206 episódios deu a conhecer os mais de 100 anos de história do Sport Lisboa e Benfica. Os episódios foram emitidos semanalmente às terças-feiras e cada episódio tinha uma hora de duração.
Títulos de todos os episódios exibidos:
01 - Julinho
02 - 1972/1973, o Campeonato Invicto
03 - A vitória na Taça Latina
04 - Rogério Pipi
05 - Benfica Campeão Europeu 1961
06 - Benfica Campeão Europeu 1962
07 - Tamagnini Nené
08 - Os Guarda-Redes
09 - O Hóquei em Patins
10 - Otto Gloria
11 - Nuno Ferrari
12 - Os Estádios
13 - O Benfica
14 - José Torres
15 - Borges Coutinho
16 - Bento, o guardião do templo
17 - Toni
18 - Sven Goran Eriksson
19 - O Ciclismo do Benfica
20 - Fernando Chalana
21 - A Mística
22 - Os grandes Capitães
23 - Mário Coluna
24 - Final da Taça Uefa 1982/1983
25 - Altos, Toscos e Loiros
26 - Fernando Martins
27 - José Águas
28 - Costa Pereira
29 - Mario Wilson
30 - Finais Europeias
31 - Campeonato 2004/2005
32 - Basquetebol
33 - Benfica 3 - Barcelona 2, Final TCE 1960/1961
34 - Os Avançados
35 - Bella Gutman
36 - Vanessa Fernandes
37 - José Augusto
38 - Taça dos Campeões Europeus 1987/1988
39 - Os Ingleses do Benfica
40 - Benfica 5 - 1 Sporting
41 - Sheu Han
42 - A Familia Águas
43 - Geração Benfica
44 - A década de 70
45 - Campeonato de 1990/1991
46 - Futsal
47 - Sporting 3, Benfica 6
48 - Mantorras
49 - Nova Catedral
50 - Jaime Graça
51 - Bayer Leverkusen 4, Benfica 4
52 - Raguebi
53 - Quinteto de diabos
54 - Taças de Portugal
55 - Ser Benfiquista
56 - Arsenal 1, Benfica 3
57 - Benfica 1, Marselha 0
58 - Liverpool 0, Benfica 2
59 - Nélson Évora, a águia no Olimpo
60 - O Nascimento do Benfica
61 - Benfica 5, Boavista 2
62 - Viagem à Luz
63 - Benfica 5, Feyenoord 1 
64 - Campeão 1983/84
65 - Sporting 3, Benfica 5
66 - Benfica 4 - Sporting 1
67 - Álvaro Magalhães
68 - Rivalidade Benfica-FC Porto
69 - Os primeiros estrangeiros no Benfica
70 - Benfica 5 - Real Madrid 3
71 - Meia dúzia europeia
72 - Campanha Europeia 1989-1990
73 - O jogo da moeda
74 - A Rivalidade da 2ª Segunda Circular
75 - Londres 2012
76 - Cosme Damião
77 - Michel Preud'Homme
78 - Goleadas Históricas
79 - Campeão 1964-65
80 - José Henrique
81 - Benfica 2 - S. Bucarest 0
82 - Os brasileiros do Benfica
83 - O Defeso do Benfica 2009/2010
84 - Benfica 5 - Everton 0
85 - FCPorto 0 - Benfica 1, Final Taça de Portugal 82-83
86 - Maurício Vieira de Brito
87 - Benfica 5 - Sporting 0
88 - João Alves
89 - Os Olímpicos do Benfica
90 - O Central
91 - Campeão 1966-1967
92 - Carlos Manuel
93 - Defesa Direito
94 - Vitor Baptista
95 - Os húngaros do Benfica
96 - António Simões
97 - Do berço para a Luz
98 - Pietra
99 - Porto 0, Benfica 2
100 - Valdo
101 - Ricardinho
102 - Ricardo Gomes
103 - Nova Catedral
104 - Os viveiros do Benfica
105 - Humberto Coelho
106 - Guilherme Espírito Santo
107 - Jornal O Benfica
108 - Isaías
109 - Os grandes angolanos
110 - Do Bessa para a Luz
111 - Cavém
112 - João Vieria Pinto
113 - Seleção Benfica
114 - Coleccionadores Benfiquistas
115 - Eu trabalho no Benfica
116 - Félix Bermudes
117 - Vitor Martins
118 - Jorge de Brito
119 - Manuel Vilarinho
120 - Bento Mântua
121 - José Maria Nicolau
122 - Maxi Pereira
123 - O voleibol do Benfica
124 - Benfica por Portugal
125 - Carlos Lisboa
126 - Casas do Benfica
127 - As duplas do Benfica
128 - Telma Monteiro
129 - João Santos
130 - Rui Costa
131 - Roma 1, Benfica 2
132 - Yocochi, a Natação do Benfica
133 - Santana
134 - Joaquim Ferreira Bogalho
135 - Luisão
136 - Diamantino
137 - O tango do Benfica
138 - António Veloso
139 - Benfica 5, Real Madrid 1
140 - Benfica 3, FCP 1
141 - Campeão 1975-76
142 - O Campeão 1976-77
143 - Simão Sabrosa
144 - Arquivos Secretos do Benfica
145 - César Brito
146 - António Livramento
147 - Arsénio
148 - Grandes Golos do Benfica
149 - Troféus de Vitória
150 - UEFA Futsal Cup
151 - A década de 80
152 - Taça dos Campeões Europeus 1967/68
153 - Óscar Cardozo
154 - Campeão 1959-60
155 - Campeão 1960-61
156 - Germano de Figueiredo
157 - O defesa esquerdo
158 - O médio defensivo
159 - Eusébio, a lenda
160 - O médio esquerdo
161 - O médio direito
162 - O Playmaker
163 - Ângelo Martins
164 - O Atletismo no Benfica
165 - O Andebol no Benfica
166 - A década de 30
167 - Campeão 1970-71
168 - Campeão 1971-72
169 - Contratações à Benfica
170 - Campeão 1986-87
171 - Benfica 2, Man Utd 1
172 - Campeão 1988-89
173 - A Década de 40
174 - A Década de 50
175 - A Década Dourada
176 - Taça dos Campeões Europeus 1963
177 - Campeão 1963-64
178 - Presidentes do Glorioso - Parte 1
179 - Presidentes do Glorioso - Parte 2
180 - Treinadores Portugueses
181 - Centro de Estágio
182 - A armada de Leste
183 - Ecletismo do Benfica
184 - Campeão 1980-81
185 - Campeão 1982-83
186 - Campeão 1993-94
187 - Campeão 2009-10
188 - Benfica em Sonhos
189 - Campeão 1962-63
190 - Taça dos Campeões Europeus 1964-65
191 - Campeão 1967-68
192 - Campeonato 1968-69
193 - Honra e Fair-Play
194 - À procura de um jogador à Benfica
195 - Benfica em Família
196 - Benfica em Sons e Imagens
197 - Histórias de Balneário
198 - As mais antigas vitórias 1910-1940
199 - Campeão 1956-57
200 - Titular
201 - Campeões à sua Maneira
202 - Campeão 1974-75
203 - Operários do Benfica
204 - A Evolução do Futebol do Benfica
205 - A Década de 90

206 - Estrelas do Futebol do Benfica